# Damot Weyde
Damot Weyde (aussi orthographié Damot Woyide ou Damot Woide ; en wolaitta : Daamota Woyde, en amharique : ዳሞት ወይዴ) est un woreda du sud de l'Éthiopie situé dans la zone Wolayita. Ce district a 91 602 habitants en 2007 et fait partie de la région des nations, nationalités et peuples du Sud jusqu'au transfert de la zone dans la région Éthiopie du Sud en août 2023.
Son centre administratif, Bedesa, est également connu sous le nom de Badeessa. 

## Situation
Bedesa se situe 24 km à l'est de la capitale régionale, Sodo.
Actuellement entouré uniquement d'autres districts de la zone Wolayita, Damot Weyde est longtemps resté en contact avec la zone Sidama le long de la rivière Bilate, notamment à l'époque où le district englobait encore  le futur Diguna Fango. Le contact avec la zone Sidama ne fait plus qu'une dizaine de kilomètres après le détachement de Diguna Fango, et disparaît à la fin des années 2010.
| Damot Gale |             | Diguna Fango       |
| Sodo Zuria | Damot Weyde | Boricha Loko Abaya |
|            | Humbo       |                    |

Damot Weydie dispose de 58 kilomètres de routes praticables en tout temps et de 90 kilomètres de routes sèches, pour une densité de routes moyenne de 191 kilomètres par 1 000 kilomètres carrés.[source insuffisante] [Passage à actualiser]

## Démographie
D'après le recensement de 2007 mené par le CSA, ce woreda compte une population totale de 91 602 habitants, dont 44 861 hommes et 46 741 femmes; 5 302 ou 5,79% de sa population sont des citadins. La majorité des habitants étaient Protestants, avec 77,03% de la population déclarant cette croyance, 17,08% pratiquaient le christianisme éthiopien orthodoxe, 4,51% étaient de l'Église catholique éthiopienne, et 1,06% étaient Musulman d'Éthiopie.
En 2022, la population est estimée à 126 510 personnes dans le périmètre de 2007 avec une densité de population de 359 personnes par km2 et 352 km2 de superficie.
Les limites ont évolué entre-temps et le district n'occupe plus que 216 km2 en 2021 après avoir cédé du territoire à ses voisins, notamment à Diguna Fango et Hobicha.